# Nhà thờ chính tòa Périgueux
Nhà thờ chính tòa Périgueux (Pháp: Cathédrale Saint-Front de Périgueux) là một nhà thờ Công giáo nằm ở thành phố Périgueux, Pháp. Đây là nhà thờ chính tòa từ năm 1669 được dành riêng cho Thánh Front. Nhờ thờ chính tòa trước đây giờ vẫn còn hoạt động như một nhà thờ được dành riêng cho Thánh Stephan.

## Lịch sử
Một nhà thờ được xây dựng lần đầu tiên tại địa điểm này vào thế kỷ 4 và 5. Năm 976, giám mục Frotaire cai quản tu viện Saint-Front trên địa điểm xây dựng nhà thờ. Tu viện được thánh hiến vào năm 1047. Dàn hợp xướng hình vòm của nó nằm trong lăng mộ của Thánh Front được điêu khắc vào năm 1077 bởi Guimaunond, một tu sĩ của tu viện Chaise-Dieu. Ngôi mộ này được trang trí với nhiều đá quý và tác phẩm điêu khắc, đáng chú ý là một thiên thần với quầng sáng làm từ những mảnh thủy tinh và hiện được lưu giữ trong Bảo tàng Périgord.
Nhà thờ được đặt tên của Thánh Front, giám mục đầu tiên của Périgueux. Đây là trụ sở của Giáo phận Périgueux và Sarlat, giáo phận đã được biết đến từ năm 1854. Các tòa nhà nằm ở trung tâm của Périgueux và Nhà thờ Thánh Front đã được xếp loại là Di tích Lịch sử Pháp từ năm 1840. Nhà thờ Saint Front được kiến trúc sư Paul Abadie xây dựng lại từ năm 1852 đến 1895. Chỉ có tháp chuông và hầm mộ Thánh Front là hai di tích có từ thế kỷ 12 còn sót lại từ các cấu trúc trước đó.
Nhà thờ này là một phần của Di sản thế giới Đường hành hương Santiago de Compostela ở Pháp được công nhận từ năm 1998.

## Kiến trúc
Nhà thờ này được thiết kế dựa theo kiến trúc của Vương cung thánh đường Thánh Máccô ở Venezia. Bố cục của nhà thờ theo hình chữ thập Hy Lạp. Năm mái vòm của nó với tháp quan sát nhỏ cho thấy mối quan hệ kiến trúc trực tiếp với các tòa nhà tôn giáo phương Đông, là nguồn cảm hứng cho các kiến trúc sư của Nhà thờ chính tòa Saint Front. Các mái vòm của Nhà thờ Saint Front đã từng có kích thước khác nhau, nhưng được kiến trúc sư Paul Abadie thiết kế lại để có một kích thước tương đồng và đối xứng. Các cột trụ chịu tải trọng của cấu trúc trên rộng 6 mét.